# Sucuri-da-bolívia
A sucuri-da-bolívia (Eunectes beniensis) é uma serpente do gênero Eunectes. Sua alimentação inclui peixes, aves e pequenos roedores. Atinge aproximadamente 4 metros de comprimento e 50 quilogramas de massa. Habita o Chaco boliviano, sendo endêmica deste país.